# Фонсека, Саратх
Гардихева Саратх Чандралал Фонсека (англ. Gardihewa Sarath Chandralal Fonseka; род. 18 декабря 1950) — шри-ланкийский военачальник и политик, фельдмаршал (22 марта 2015). Бывший командующий армией Шри-Ланки, бывший начальник Генерального штаба обороны Шри-Ланки.

## Военная карьера
Как военачальник Фонсека сыграл важнейшую роль в Гражданской войне против тамильских сепаратистов.  В результате он стал первым человеком в истории страны, удостоенным высшего воинского звания Шри-Ланки - генерал, а после учреждения нового высшего воинского звания фельдмаршал стал первым офицером, удостоенным и этого звания 22 марта 2015 года.
Фонсека пришел в армию в 1970 году и прослужил все 26 лет гражданской войны, считаясь одним из наиболее успешных офицеров.

## Политика
В 2010 году Фонсека выставил свою кандидатуру на президентских выборах, но проиграл действующему президенту Махинде Раджапаксе, получив 40,15% голосов. В ходе предвыборной кампании Фонсека выступил с осуждением военных преступлений, совершенных против мирного тамильского населения. В феврале Фонсека был обвинен в подготовке военного переворота. Его преследования вызвали массовые столкновения его сторонников и приверженцев президента. В сентябре 2010 года военный трибунал приговорил Фонсеку к трём годам лишения свободы за коррупцию. До вынесения приговора содержался в тюрьме Великада.